# Белмонти (Баия)
Белмонти (порт. Belmonte) — муниципалитет в Бразилии, входит в штат Баия. Составная часть мезорегиона Юг штата Баия. Входит в экономико-статистический микрорегион Ильеус-Итабуна. Население составляет 18 546 человек на 2006 год. Занимает площадь 2009,896 км². Плотность населения — 9,2 чел./км².
Праздник города — 23 мая.

## История
Город основан 23 мая 1891 года.

## Статистика
- Валовой внутренний продукт на 2003 год составляет 67 912 120,00 реалов (данные: Бразильский институт географии и статистики).
- Валовой внутренний продукт на душу населения на 2003 год составляет 3531,94 реалов (данные: Бразильский институт географии и статистики).
- Индекс развития человеческого потенциала на 2000 год составляет 0,618 (данные: Программа развития ООН).

## География
Климат местности: тропический.